# Pentactinia californica
Pentactinia californica är en havsanemonart som beskrevs av Oscar Henrik Carlgren 1900. Pentactinia californica ingår i släktet Pentactinia och familjen Halcampoididae. Inga underarter finns listade i Catalogue of Life.